# Pietro Antonio Fiocco

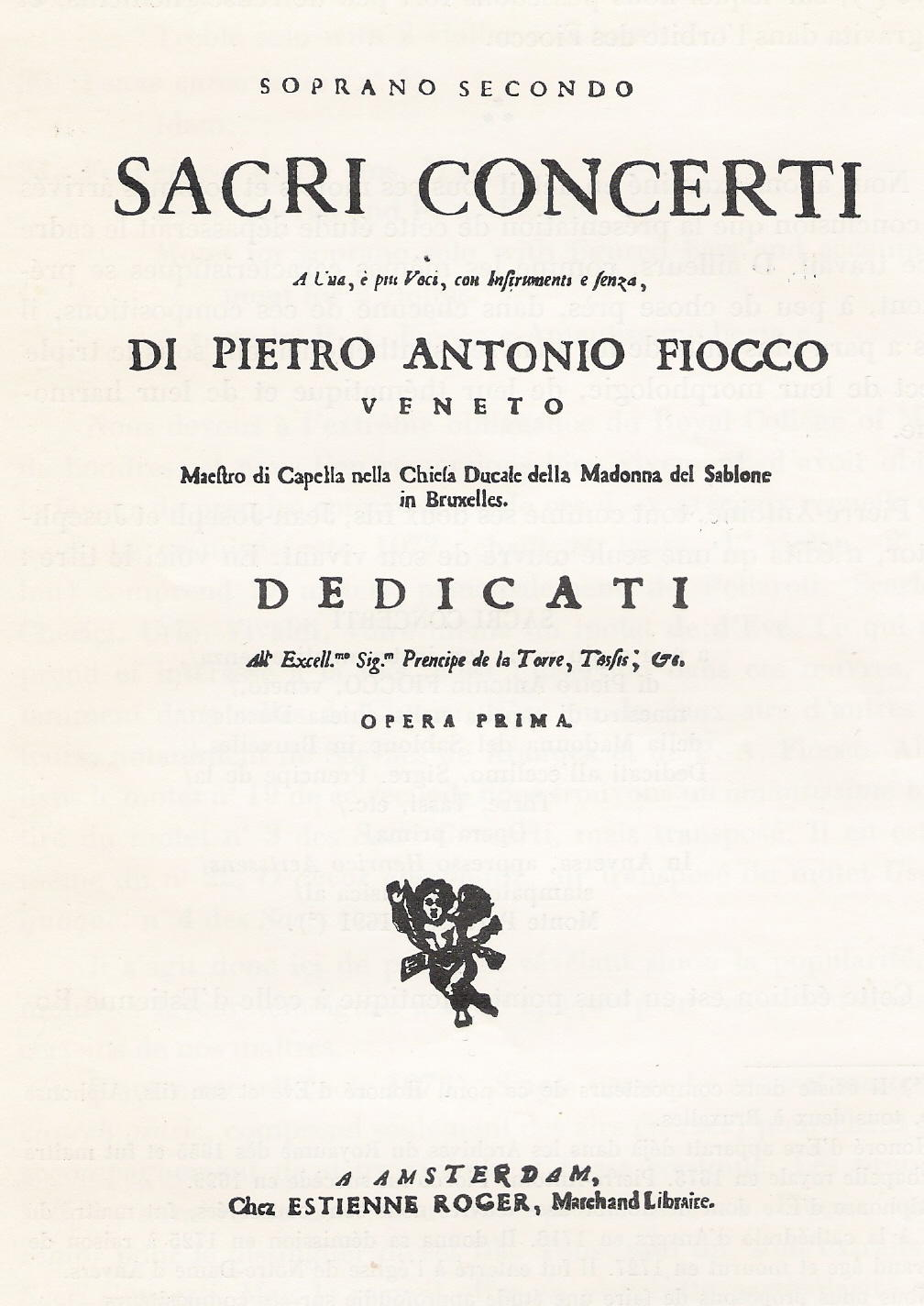
Fiocco, Sacri concerti (c. 1692)

Pietro Antonio Fiocco, noto anche come Pier Antonio o Pierre-Antoine (Tregnago, 29 settembre 1632 – Bruxelles, 3 settembre 1714), è stato un compositore italiano.

## Biografia
Sebbene tutte le enciclopedie riportino Venezia quale luogo di nascita, Pietro Antonio Fiocco venne alla luce a Cogollo di Tregnago (Verona), all'epoca territorio della Serenissima. Tutte le ricerche effettuate nella città lagunare dove egli, per evidenti ragioni di convenienza, ha sempre affermato di essere nato non hanno dato alcun esito. Un'altra discordanza riguarda la data di nascita che la tradizione colloca nel 1654; tuttavia nell'archivio della chiesa parrocchiale di San Biagio, a Cogollo di Tregnago, al 3° volume del Registro dei Battezzati è riportato che "Pietro Antonio Fiocco, figlio di Battista della Contrada Scorgnano, ha ricevuto i sacramenti il 30 settembre 1632".
Poco si conosce sulla sua infanzia e sulla sua formazione musicale in Italia, se non che si fece un nome presso le corti europee dopo che il console dei Paesi Bassi lo fece venire ad Amsterdam. Nel 1681 sembra sia stato musicato il libretto di una Helena rapita da Paride, per la quale Fiocco compose alcune parti. Lo stesso anno, compose un prologo per l'Alceste di Marc'Antonio Ziani eseguito ad Hannover.
Nel 1682, si trasferì a Bruxelles per entrare al servizio del principe Eugenio Alessandro di Thurn und Taxis. Nominato maestro di cappella della Église Notre-Dame du Sablon di Bruxelles, iniziò a comporre musica sacra ed in particolare alcune messe e dei mottetti.
Nel 1694, divenne socio di Gio Paolo Bombarda nella gestione del teatro de l'Opéra du Quai au Foin, primo teatro lirico pubblico di Bruxelles. Ne sarà da allora il direttore principale e passerà poi alla direzione del Théâtre de la Monnaie dalla sua apertura avvenuta nel 1700.